# Opus sectile

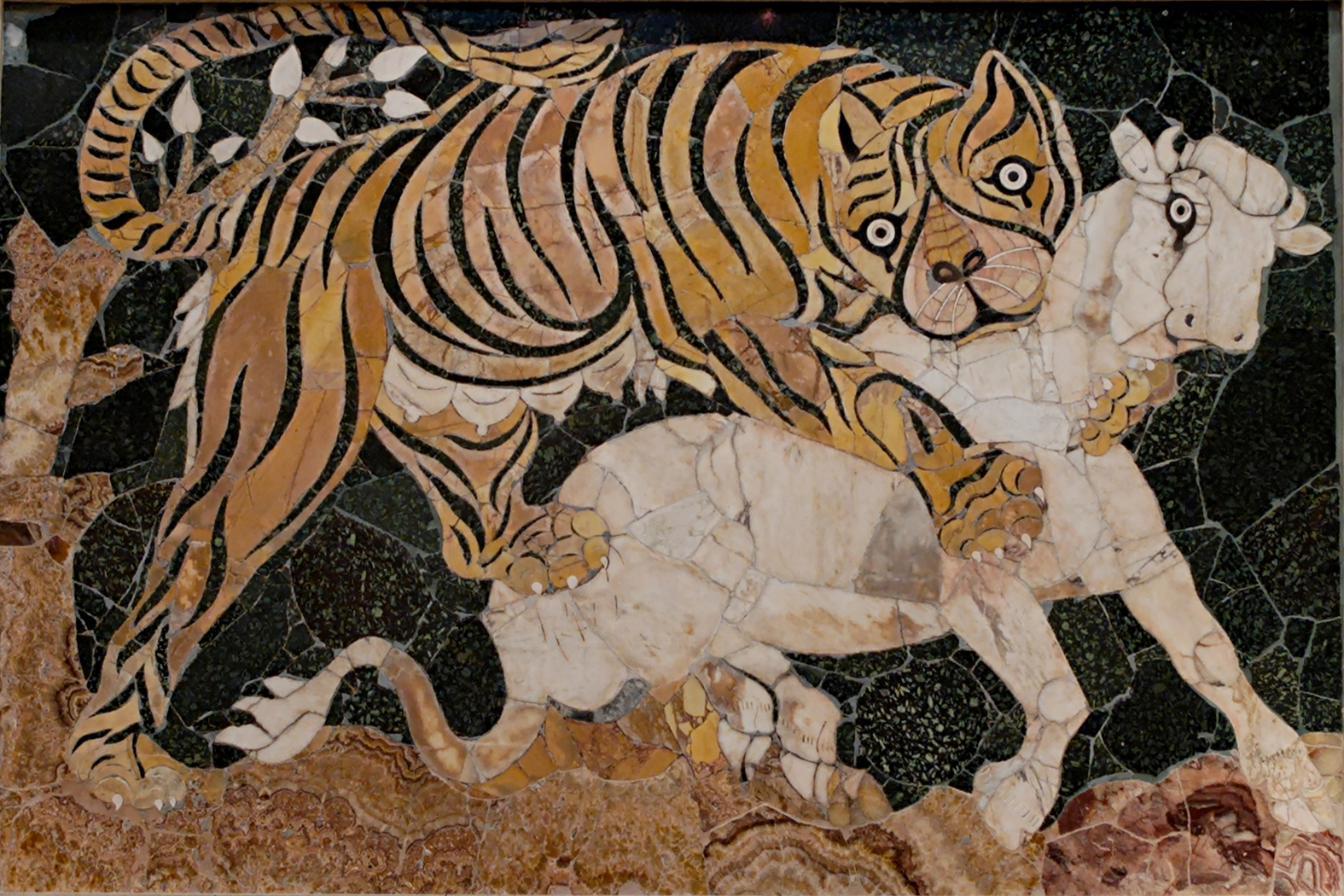
Tigresa atacando a un ternero, opus sectile en mármol en la Basílica de Junio Baso.

Opus sectile es una técnica artística propia del mosaico romano, del que hay escasas muestras en el arte medieval (cosmatesco) y se recupera en el de la Edad Moderna (intarsio, pietra dura).
Los materiales, de distinta naturaleza (nácar, vidrio), pero habitualmente piedras de distintos colores, como el mármol, se cortan en piezas de muy poco grosor, cuya forma se determina por la forma a representar, combinándose con las demás para rellenar todo el espacio (teselación), bien sea con criterios geométricos (abstractos) o figurativos. A diferencia del opus tessellatum (la técnica habitual del mosaico), las piezas no son pequeñas y de forma homogénea, sino relativamente grandes y de muy distintas formas. Otras técnicas artísticas semejantes, pero con otros materiales y características, son la marquetería y el damasquinado.

## Origen

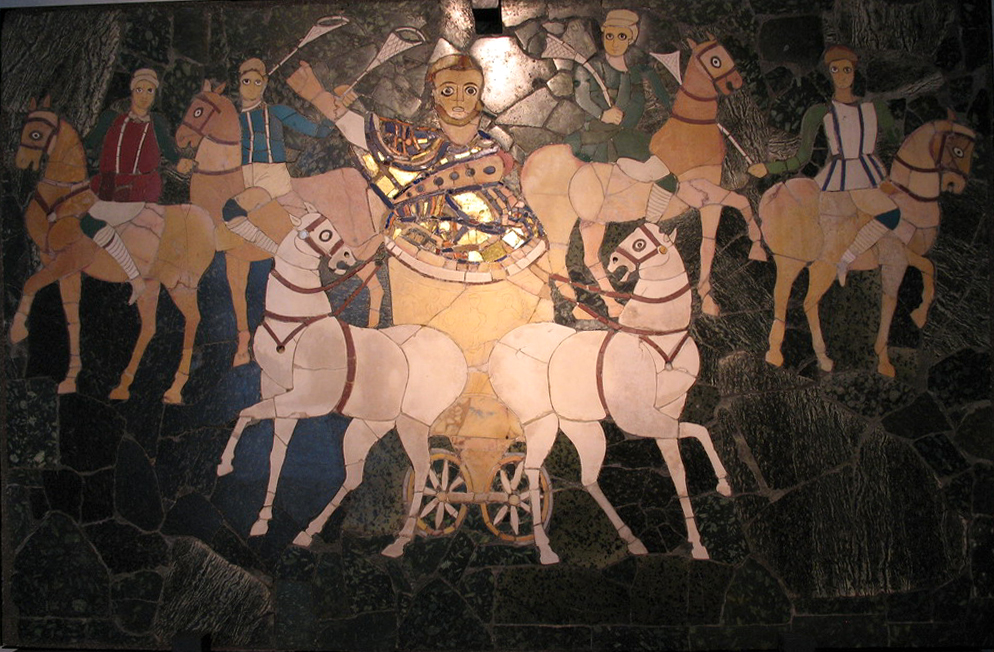
Biga que conduce al magistrado romano que preside un pompa circensis (el desfile previo a los ludi circenses que tenían lugar en el circo romano, en la Basílica de Junio Baso.

Aunque hay precedentes en el arte egipcio y en el de Asia Menor, los más importantes ejemplos se dieron en la Roma del siglo IV. El conjunto más importante es la Basílica de Junio Baso, en el Monte Esquilino de la ciudad de Roma, datable entre los años 325 y 350. El uso de la técnica continuó hasta el siglo VI, encontrándose ejemplos en Constantinopla.
En el puerto corintio de Céncreas se hallaron, en excavaciones de los años 1960, unos paneles de vidrio en opus sectile que corresponderían a un posible templo de Isis. Además de decoración geométrica, representan paisajes nilóticos y portuarios, y personajes identificados como Homero y Platón.

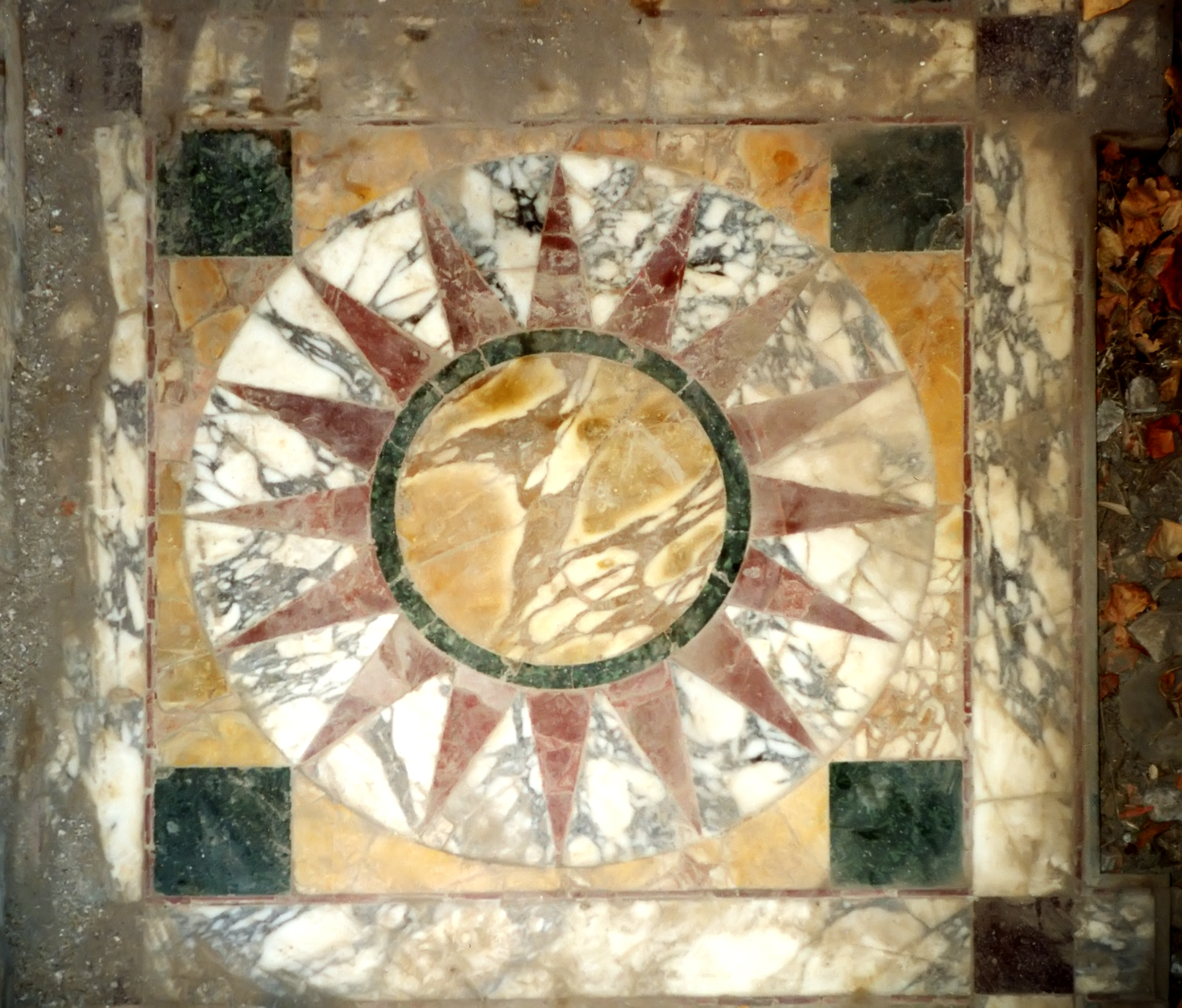
Suelo de mármol de la Villa Adriana, comienzos del siglo II.
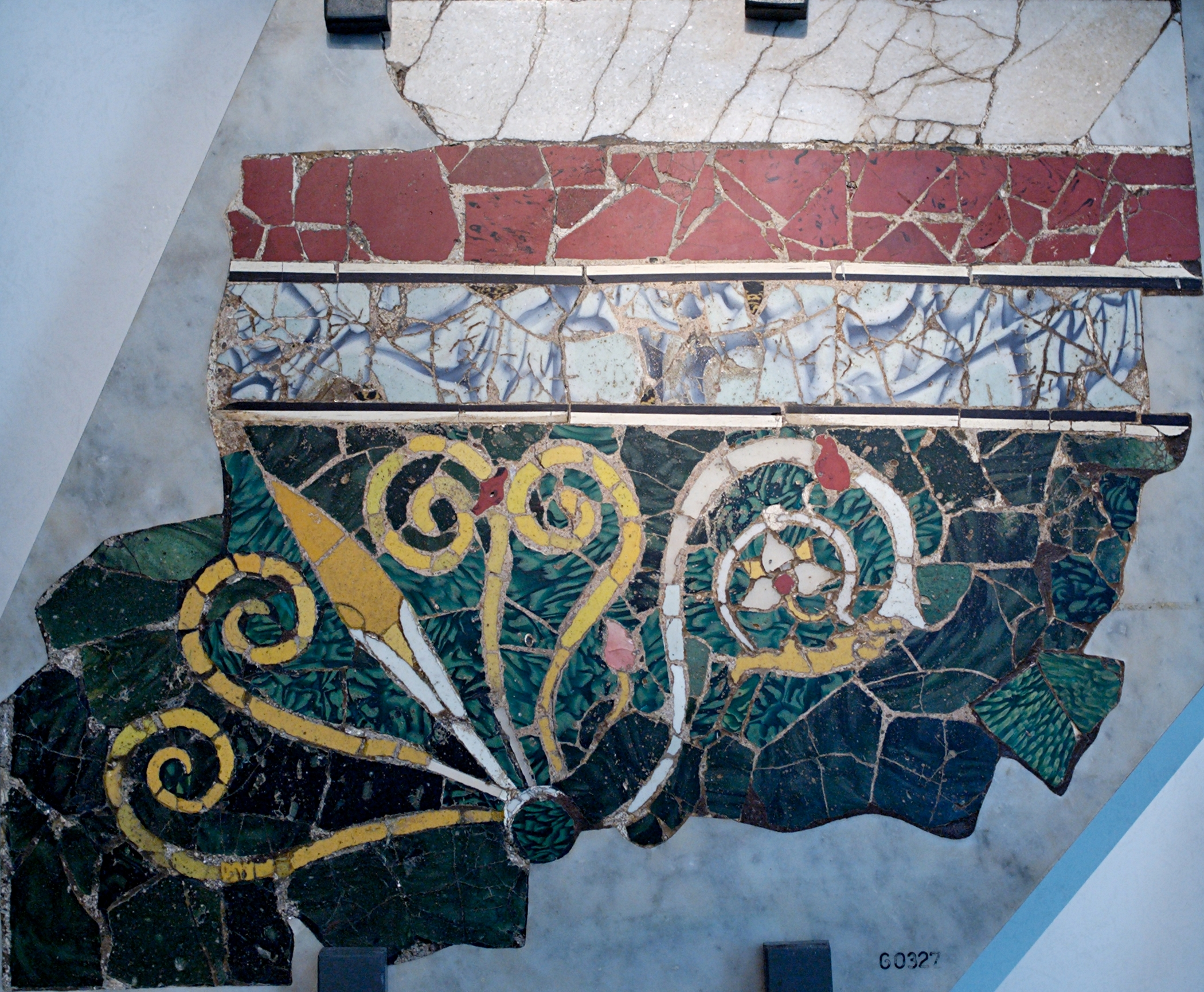
Decoración vegetal del Palazzo Massimi alle Terme
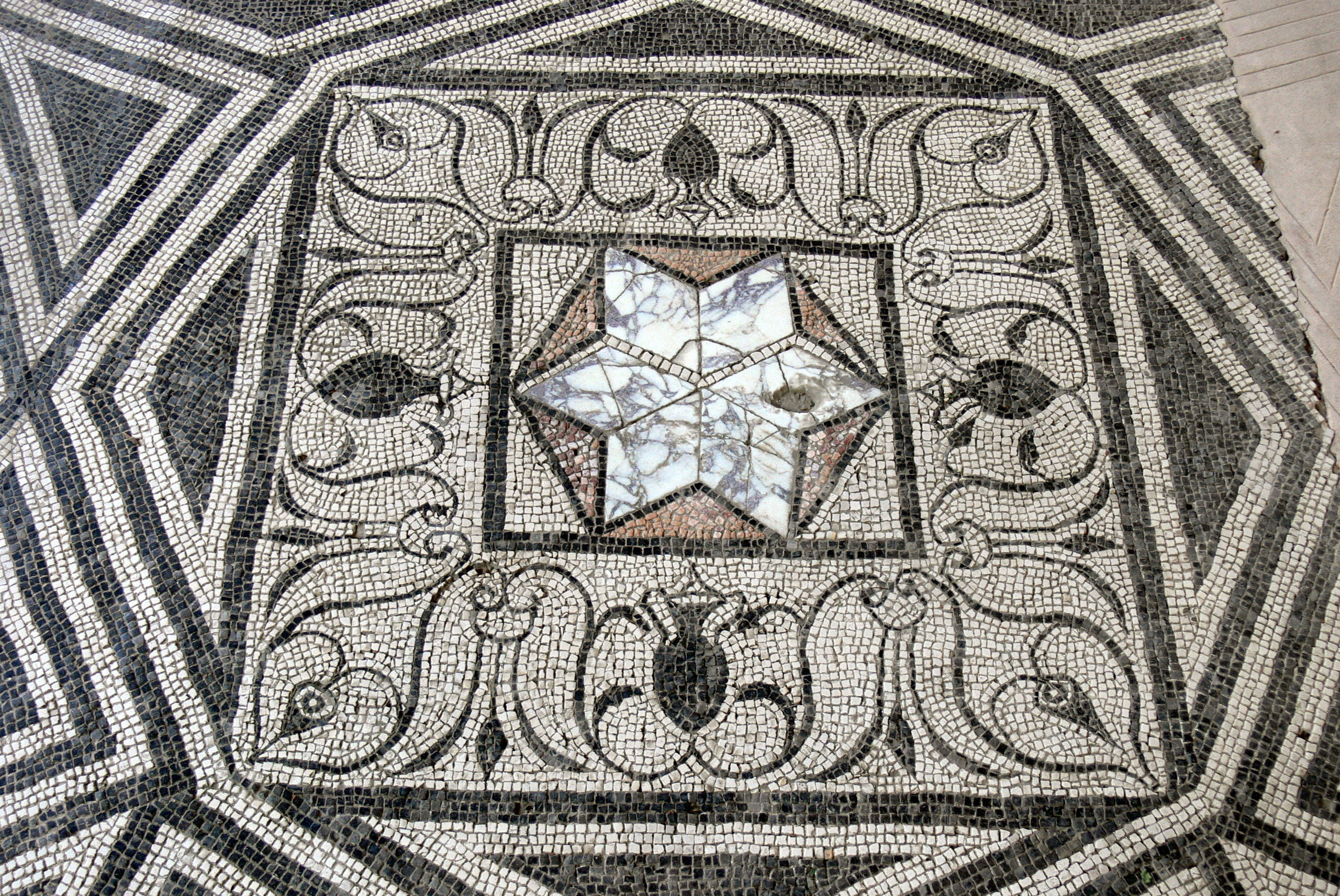
Opus sectile en formas de estrella insertado en un pavimento teselado.

## Uso posterior

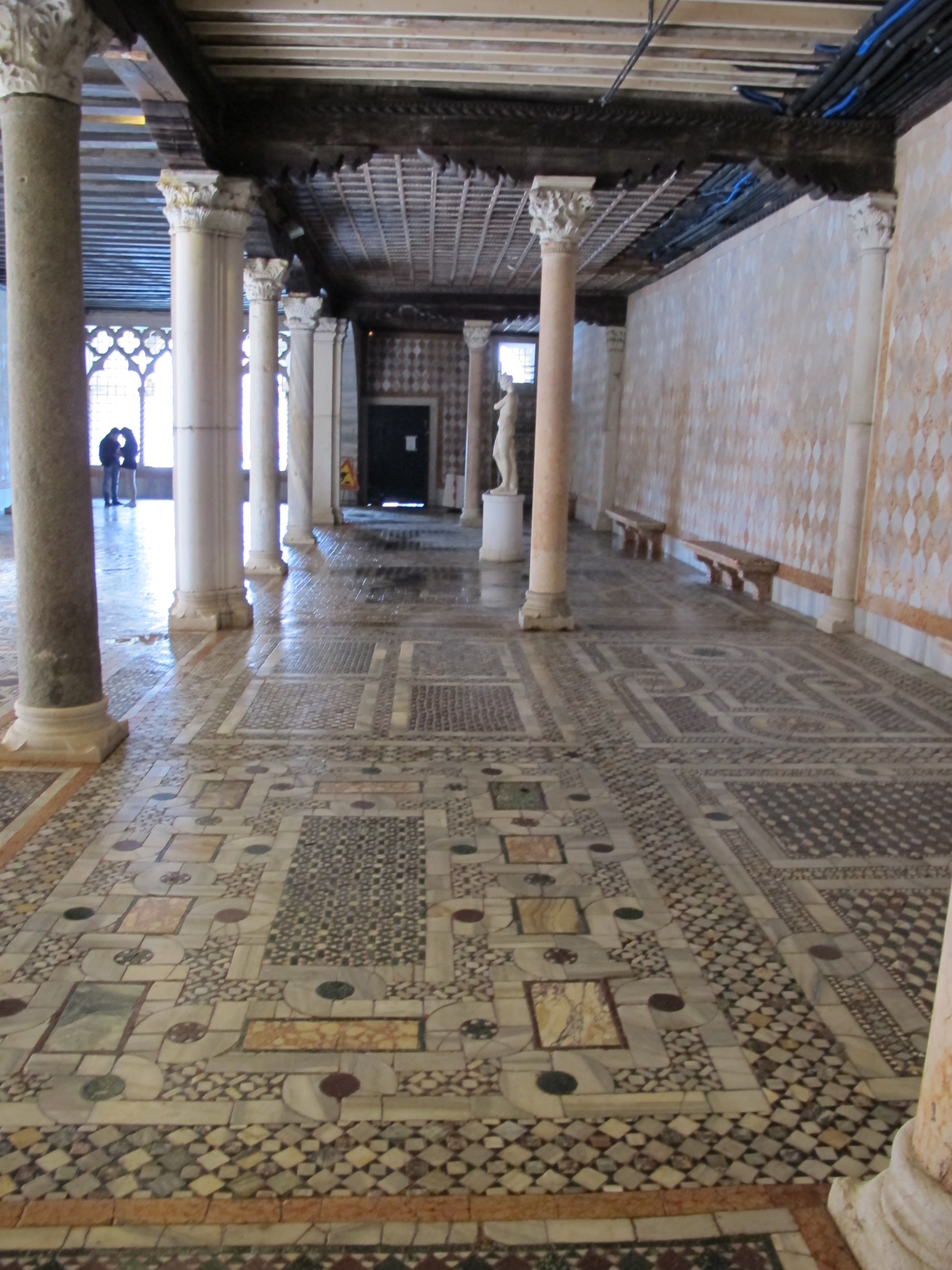
Pavimento cosmatesco en Ca' d'Oro, Venecia.

Aunque la técnica desapareció en Roma con la caída del Imperio, continuó usándose en la arquitectura bizantina, sobre todo en la decoración de los suelos. Por influencia bizantina la técnica llegó a Sicilia, de donde volvió a Roma hacia el siglo XII en el denominado estilo cosmatesco (decoración con patrones geométricos).
La recuperación definitiva vino con el Renacimiento italiano y la apertura del taller de pietre dure de Florencia (Opificio delle pietre dure), que fabricaba paneles para tableros de mesa y otros usos semejantes, a mucha menor escala que la decoración arquitectónica (para la que tiende a utilizarse la denominación intarsia).
En la Inglaterra de finales del siglo XIX la técnica fue utilizada por el movimiento Arts and Crafts, dentro del que se incluyen los diseños de Charles Hardgrave, ejecutados por James Powell & Sons en Whitefriars Glass Works.